# Фређене (Рим)
Фређене је насеље у Италији у округу Рим, региону Лацио.
Према процени из 2011. у насељу је живело 6727 становника. Насеље се налази на надморској висини од 4 м.